# Steffen Blaschke
Steffen Blaschke (* 1974) ist ein deutscher Wirtschaftswissenschaftler und Professor am Department für Management, Society and Communication der Copenhagen Business School.

## Leben
Blaschke hat einen M.Sc. in Management and Administrative Science an der University of Texas erworben und wurde an der Universität Marburg zum Dr. rer. pol. promoviert. Blaschke war als Post-Doc am Lehrstuhl von Jetta Frost an der Universität Hamburg tätig, wo er sich auch erfolgreich habilitierte.
Steffen Blaschke hat 2025 für das Bürgermeisteramt der Gemeinde Nauheim (Hessen) kandidiert. Schwerpunkte waren Inklusion, Nachhaltigkeit und Beschaffung von Fördermittel.

## Forschungsschwerpunkte
Der primäre Forschungsschwerpunkt von Steffen Blaschke ist die Rolle von Kommunikation in Organisationen. Dahingehend hat er führend dazu beigetragen, das Verständnis von Organisation als Kommunikation zu etablieren. Des Weiteren beschäftigt sich Blaschke mit Netzwerkforschung und Netzwerktheorien, wobei seine Sichtweisen auf den Arbeiten von Niklas Luhmann beruhen.

## Schriften (Auswahl)
Blaschke hat zahlreiche Artikel in Fachzeitschriften veröffentlicht, unter anderem in Organization Studies und Management Communication Quarterly.
Eine Auswahl der Veröffentlichungen:
- Dennis Schoeneborn, Steffen Blaschke, with special contributions from François Cooren, Robert D. McPhee, David Seidl: The Three Schools of CCO Thinking: Interactive Dialogue and Systematic Comparison. In: Management Communication Quarterly. 29. April 2014, doi:10.1177/0893318914527000.
- Organization as Communication: Perspectives in Dialogue. Abgerufen am 25. November 2020 (englisch).